# Prez-sous-Lafauche
Prez-sous-Lafauche is een gemeente in het Franse departement Haute-Marne (regio Grand Est) en telt 337 inwoners (1999). De plaats maakt deel uit van het arrondissement Chaumont.

## Geografie
De oppervlakte van Prez-sous-Lafauche bedraagt 23,2 km², de bevolkingsdichtheid is 14,5 inwoners per km².
De onderstaande kaart toont de ligging van Prez-sous-Lafauche met de belangrijkste infrastructuur en aangrenzende gemeenten.

## Demografie
Onderstaande figuur toont het verloop van het inwonertal (bron: INSEE-tellingen).